# Liste der denkmalgeschützten Objekte in Sankt Marein bei Graz
Die Liste der denkmalgeschützten Objekte in Sankt Marein bei Graz enthält die 9 denkmalgeschützten, unbeweglichen Objekte der österreichischen Gemeinde Sankt Marein bei Graz im steirischen Bezirk Graz-Umgebung.

## Denkmäler
| Foto |                 | Denkmal                                                                         | Standort                                                  | Beschreibung | Metadaten |
| ---- | --------------- | ------------------------------------------------------------------------------- | --------------------------------------------------------- | --- | --- |
| ja   | Datei hochladen | Ortskapelle Krumegg, Zur Kreuzerhöhung HERIS-ID: 99800 Objekt-ID: 115963        | Krumegg Standort KG: Krumegg                              | | BDA-Hist.: Q37774776 Status: § 2a Stand der BDA-Liste: 2025-06-30 Name: Ortskapelle Krumegg, Zur Kreuzerhöhung GstNr.: .269                                                          |
| ja   | Datei hochladen | Kath. Filialkirche 14 Nothelfer HERIS-ID: 61069 Objekt-ID: 73470                | Pickelbach Standort KG: Petersdorf II                     | Die Kirche war ursprünglich Pfarrkirche von St. Marein und wurde als solche 1545 erwähnt. Der heutige Bau stammt aus der Zeit zwischen 1650 und 1660. Er hat ein dreijochiges Langhaus mit Kreuzgratgewölbe über Pilastern und Gurten. Der etwas aus der Achse gerückte Chor hat 5/8-Schluss, die verkehlten Spitzbogenfenster sind ein sichtbares Relikt des Vorgängerbaus. Über der Westfassade befindet sich ein achteckiges Fassadentürmchen. Der Hochaltar stammt aus dem Jahr 1662, die übrige Ausstattung aus späterer Zeit. | BDA-Hist.: Q1404696 Status: § 2a Stand der BDA-Liste: 2025-06-30 Name: Kath. Filialkirche 14 Nothelfer GstNr.: .40 Filialkirche Vierzehn Nothelfer (Petersdorf II)                   |
| ja   | Datei hochladen | Ortskapelle HERIS-ID: 61073 Objekt-ID: 73474                                    | Standort KG: Petersdorf II                                | | BDA-Hist.: Q38094218 Status: § 2a Stand der BDA-Liste: 2025-06-30 Name: Ortskapelle GstNr.: .138/2                                                                                   |
| ja   | Datei hochladen | Pfarrhof HERIS-ID: 97539 Objekt-ID: 113347                                      | Markt 13 Standort KG: St. Marein am Pickelbach            | | BDA-Hist.: Q37770039 Status: § 2a Stand der BDA-Liste: 2025-06-30 Name: Pfarrhof GstNr.: 433/1                                                                                       |
| ja   | Datei hochladen | Ploderhaus HERIS-ID: 37393 Objekt-ID: 36519                                     | Markt 18 Standort KG: St. Marein am Pickelbach            | | BDA-Hist.: Q37975417 Status: Bescheid Stand der BDA-Liste: 2025-06-30 Name: Ploderhaus GstNr.: .282                                                                                  |
| ja   | Datei hochladen | Ortskapelle Tirschenberg HERIS-ID: 97588 Objekt-ID: 113397                      | bei Tirschenberg 79 Standort KG: St. Marein am Pickelbach | | BDA-Hist.: Q37770077 Status: § 2a Stand der BDA-Liste: 2025-06-30 Name: Ortskapelle Tirschenberg GstNr.: .344 Ortskapelle Tirschenberg                                               |
| ja   | Datei hochladen | Kath. Pfarrkirche hl. Maria und Kirchhofanlage HERIS-ID: 51855 Objekt-ID: 57661 | Standort KG: St. Marein am Pickelbach                     | Die Pfarrkirche steht auf einem erhöhten Plateau, von einer Nischenmauer mit zwei gedeckten Stiegenaufgängen umgeben. Erstmals 1224 erwähnt, ist sie ein spätgotischer Bau um 1550, mit Zwiebelturm. Die Kanzel stammt von Veit Königer 1763. | BDA-Hist.: Q1779870 Status: § 2a Stand der BDA-Liste: 2025-06-30 Name: Kath. Pfarrkirche hl. Maria und Kirchhofanlage GstNr.: .81, .106, 549, 1481/1 Pfarrkirche St. Marein bei Graz |
| ja   | Datei hochladen | Mariensäule HERIS-ID: 97548 Objekt-ID: 113356                                   | Markt 18, bei Standort KG: St. Marein am Pickelbach       | Die Mariensäule stammt aus dem Jahre 1875 und trägt eine Gedenktafel für den im nahen Hirtenfeld geborenen Tondichter und Hofkapellmeister Johann Joseph Fux. | BDA-Hist.: Q37770050 Status: § 2a Stand der BDA-Liste: 2025-06-30 Name: Mariensäule GstNr.: 1481/1                                                                                   |
| ja   | Datei hochladen | Urgeschichtliche Siedlung am Mareinberg HERIS-ID: 59259 Objekt-ID: 70364        | Mareinberg Standort KG: St. Marein am Pickelbach          | Am Mareinberg gelegene Siedlung, die im Rahmen einer Notgrabung beim Bau einer Gasleitung entdeckt wurde. Bei der Grabung wurde ein 5.500 Jahre altes Gehöft entdeckt, das mit den dortigen Fundstücken eines der umfangreichsten Zeugnisse der Lasinja-Kultur in der Steiermark darstellt. | BDA-Hist.: Q38086569 Status: Bescheid Stand der BDA-Liste: 2025-06-30 Name: Urgeschichtliche Siedlung am Mareinberg GstNr.: 662/1, 677/5                                             |